# Джей Ашер
Джей Ашер (англ. Jay Asher; 30 вересня 1975, Аркадія) — американський письменник, що насамперед відомий як автор роману-бестселера «Тринадцять причин чому» (2007).

## Біографія
Народився 30 вересня 1975 року в Аркадії, Каліфорнія, США. Своє дитинство провів разом із старшим братом Нейтом. Його батьки всіляко підтримували зацікавлення свого сина (зокрема гра на гітарі, а згодом й письменництво).
Після закінчення Середньої школи Сан-Луїс-Обіспо, вступив до Громадського коледжу Куеста, де у рамках предмету «Оцінювання дитячої літератури» написав дві дитячі книжки. Навчаючись у громадському коледжі, вирішив стати вчителем початкової школи та перевівся на навчання до Політехнічного університету Каліфорнії, який так і не закінчив, адже на останньому році навчання вирішив повністю присвятите себе письменницькій кар'єрі. Проте, перед тим як стати успішним письменником, Джею Ашеру довелося працювати продавцем у бібліотеках, книгарнях та магазинах взуття.
З 2005 по 2008 роки разом із Робіном Меллоном та Ів Порінчак вів письменницький блог «Диско Русалок» (Disco Mermaids [Архівовано 12 серпня 2017 у Wayback Machine.]), де обговорювалася тема написання текстів для дитячої та підліткової аудиторії. З грудня 2008 та по сьогоднішній день Джей Ашер веде власний блог.
7 вересня 2002 року одружився з Джоан Мері. Має трьох синів — Ісая, Генрі та Габріеля.

## Творчість
2007 року світ побачила перша книга Джея Ашера — «Тринадцять причин чому» (англ. Thirteen Reasons Why), яка відразу ж стала бестселером. На написання твору письменника надихнув телесеріал «Моє так зване життя». За словами самого автора, пишучи роман, він весь час згадував про серіал та навіть вмикав саундтреки цієї телепрограми для досягнення відповідної атмосфери. «Тринадцять причин чому» — історія самогубства дівчини Ханни Бейкер, яка перед тим, як накласти на себе руки, записала сім аудіокасет, у яких розповіла про тринадцять причин свого вчинку. 31 березня 2017 року на телеканалі Нетфлікс вийшов однойменний серіал, що створений на основі книги.
2011 року вийшла друга книга письменника «Наше майбутнє» (англ. The Future of Us), яку Ашер написав у співавторстві з Керолін Меклер. У романі розповідається про двох підлітків, які отримали доступ до соцмережі Фейсбук ще у 1996 році та мають змогу дізнатися про своє життя через п'ятнадцять років та змінювати його. 2016 світ побачив любовний підлітковий роман письменника під назвою «Сяйво» (англ. What Light), а на жовтень 2017 року запланований вихід графічного роману «Флейтист» (англ. Piper; у співавторстві з Джесікою Фріберг), який стане сучасною переробкою середньовічної легенди про Гамельнського щуролова.

## Українські переклади
- Джей Ашер. Тринадцять причин чому. — К. : КМ-Букс, 2016. — 288 с. — ISBN 978-617-7409-14-3.
- Джей Ашер. Сяйво. — К. : КМ-Букс, 2017. — 288 с. — ISBN 978-617-7498-81-9.